# Forgotten Silver
Forgotten Silver er en fiktiv dokumentarfilm (mockumentary på engelsk) filmet og lavet i New Zealand af Peter Jackson, som selv er newzealænder, og kendt som instruktøren af Ringenes Herre-filmene. 
Filmen handler om Colin McKenzie, der er født i 1888 i New Zealand, der senere blev en overset filminstruktører. Filmen præsentere blandt andet påstande om, McKenzie i 1908 skabte en talefilm og i 1911 en farvefilm.

## Resumé af filmen
Colin McKenzie lavede mange film med sin bror, men da første verdenskrig udbrød i 1914 drog hans bror i krig, mens Colin McKenzie selv blev valgt fra fordi han havde platfødder.
Hans bror kom dog aldrig hjem fra krigen igen. Tabet af sin bror bragte Colin McKenzie i stor sorg, og han besluttede at flygte fra civilisationen, og ud i bjergene på den newzealandske vestkyst, hvor han tilbragte de næste år af sit liv alene.
Hans familie og pressen begyndte at undre sig over, hvor han blev af, men pludselig dukkede han op fra den rå natur vest på, med beskeden om, at han denne gang ville lave en kæmpe film, som skulle dedikeres den til sin afdøde bror. Navnet på den nye film var Salome, som var et forsøg på at filmatisere den bibelske historie om netop Salome.
Han havde op af bjergsiderne bygget en kæmpe kulisse som skulle forestille Jerusalem, hvor optagelserne skulle foregå. Han rekrutterede skuespillere i massevis, men filmen blev flere gange udskudt på grund af blandt andet manglende økonomi og dårlige vejrforhold. Endelig da der manglede få scener valgte Colin McKenzie at flygte til Marokko for at kæmpe i den spanske borgerkrig, hvor han senere døde.
Filmrullerne fra Colin McKenzies største film Salome blev fundet i slottet han havde bygget til netop filmen.
Under en borgerkrig i Spanien, blev McKenzie dræbt fordi han prøvede at hjælpe sin ven. Han blev skudt ned af et maskingevær sammen med netop denne ven. Under samme ophold i Spanien mødte han en newzealandsk sygeplejerske fra Røde Kors, som han knyttede sig til, og blev gode venner med. Hun kommer også med udsagn om ham i dokumentarfilmen, og er en af de eneste fra filmen, som kendte ham personligt.

## Ekstern henvisning
- Forgotten Silver på Internet Movie Database (engelsk)
- Forgotten Silver på Scope
- Forgotten Silver i Svensk Filmdatabas (svensk)
- Forgotten Silver på AlloCiné (fransk)
- Forgotten Silver på AllMovie (engelsk)
- Forgotten Silver på Turner Classic Movies (engelsk)
- Forgotten Silver på The Movie Database (engelsk)
- Forgotten Silver på Rotten Tomatoes (engelsk)
- Forgotten Silver på Filmaffinity (engelsk)
- Forgotten Silver på Netflix (engelsk)